# Kamrater utan fana
Kamrater utan fana är en roman av Maj Hirdman, utgiven 1955.

## Handling
Romanen skildrar det fattiga livet i ett gruvsamhälle i Bergslagen under åren före arbetarrörelsens genomslag i Sverige. Berättelsen följer Elna från födelse genom uppväxt och äktenskap med den uppfinningsrike Axel och deras kamp för liv och värdighet i den tidiga industrialismens klassamhälle.
Romanen recenserades i Aftonbladet, Dagstidningen Arbetaren, Göteborgs Handels- och Sjöfartstidning, Göteborgs-Posten och Stockholms-Tidningen.